# 聖母誕生教堂 (華沙)

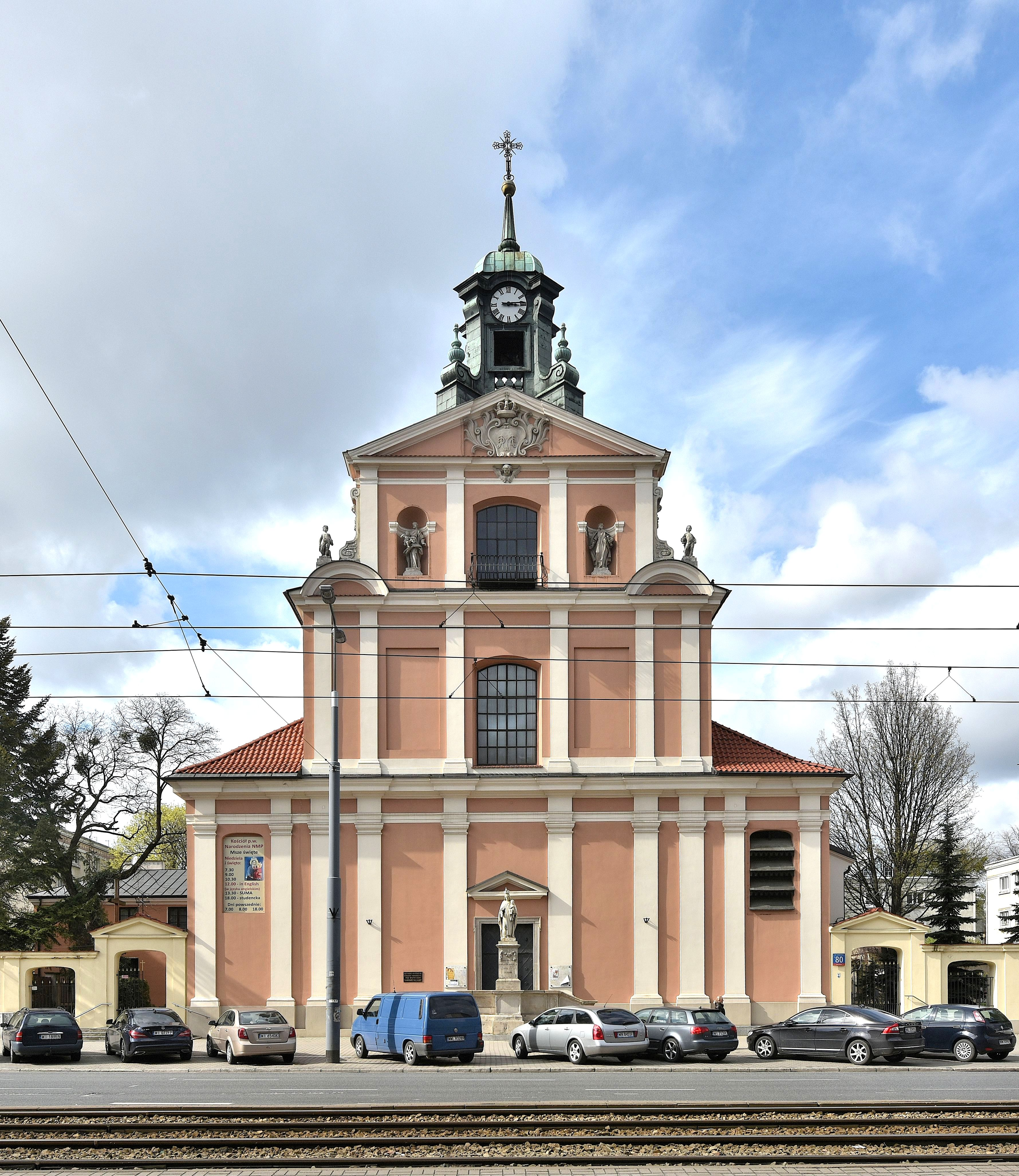
聖母誕生教堂

聖母誕生教堂（Church of the Nativity of the Blessed Virgin Mary）是波蘭首都華沙的一座羅馬天主教的教堂。這座教堂修建於1682年至1732年。在大北方戰爭期間，這座教堂被瑞典人佔領。1853年，教堂和鐘樓得到修復。在第二次世界大戰期間，聖母誕生教堂是華沙猶太區內兩座活躍的教堂之一（另一座是諸聖教堂。戰爭結束後，教堂於1951年至1956年得到重建。

## 外部連結
- The church and monastery on ul. Leszno （页面存档备份，存于） in pre-war Warsaw
- Al. "Solidarności" 80 (formerly Leszno 32) （页面存档备份，存于） Jerzy S. Majewski
- Leszno 32 （页面存档备份，存于） Jerzy S. Majewski
- Photographs of moving the church （页面存档备份，存于） architecture of pre-war Warsaw